# 圖拉大戟
圖拉大戟（学名：Euphorbia tulearensis）是馬達加斯加特有的一種大戟屬植物。它們生長在岩石區，但受到環境破壞的威脅。
其收录于《濒危野生动植物种国际贸易公约》附录。